# HD 17484
HD 17484，又名BD+36 566，SAO 55910、HR 831，是一颗恒星，视星等为6.45，位于銀經147.54，銀緯-19.84，其B1900.0坐标为赤經2h 43m 12.5s，赤緯+36° -19.84′ 36″。